# خميستي
خميستي بلدية تابعة دائرة خميستي ولاية تيسمسيلت تقع بين الازهارية وثنية الأحد يقطنها حوالي 19000 نسمة

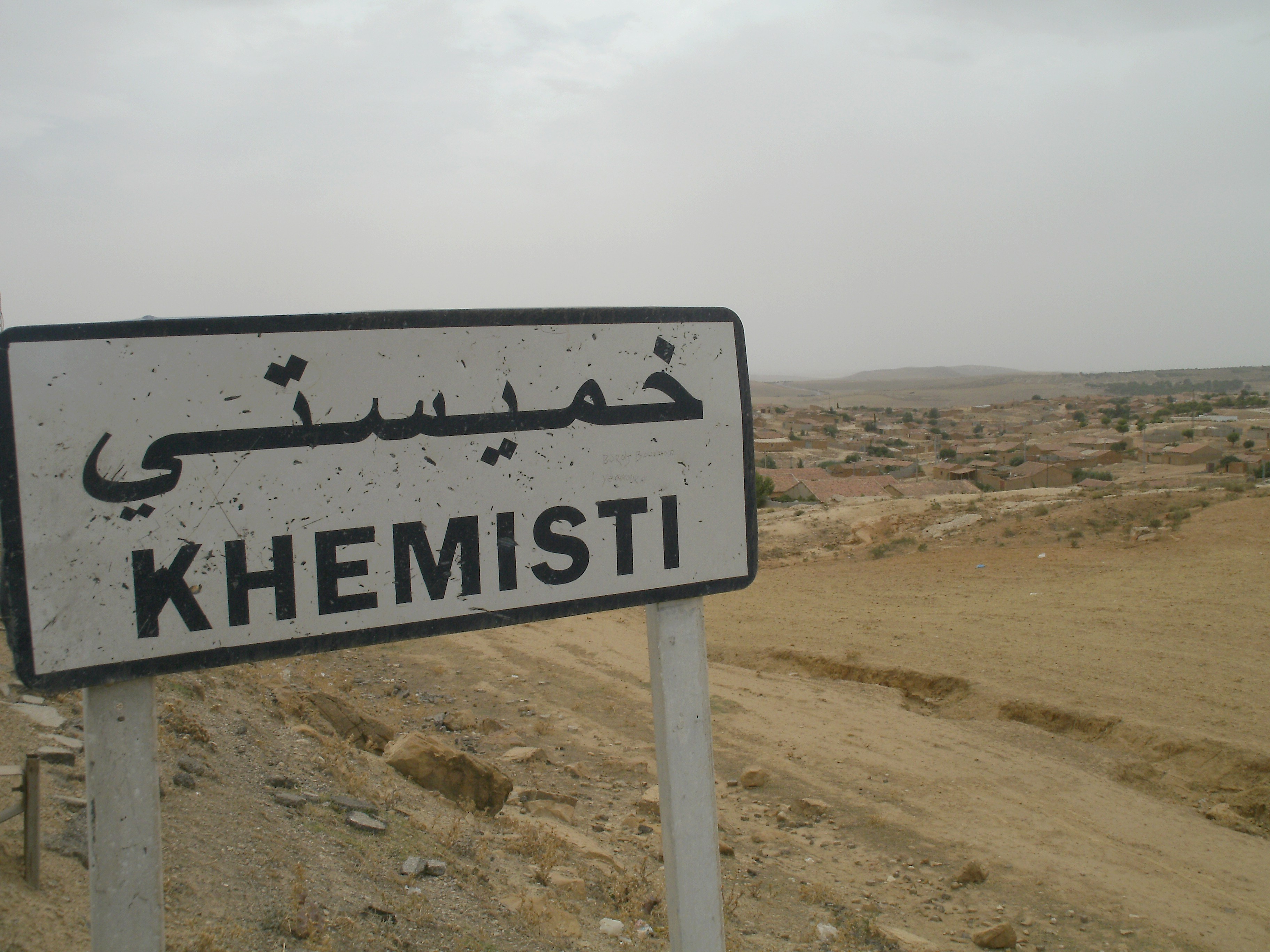